# 데니스 헤이스버트
데니스 덱스터 헤이즈버트(Dennis Dexter Haysbert, 영어 발음: /ˌheɪzˈbɜːrt/, 1954년 6월 2일 ~ )는 미국의 배우이다. 폭스 인기 드라마 《24》(2001-06)의 흑인 대통령 데이비드 파머 역 배우로 유명하다.

## 출연 작품

### 영화
- 메이저 리그 (Major League, 1989)
- 특전대 네이비 씰 (Navy SEALs, 1990)
- 미스터 베이스볼 (Mr. Baseball, 1992)
- 수처 (Suture, 1993)
- 메이저 리그 2 (Major League II, 1994)
- 러브 필드 (Love Field, 1994)
- 히트 (Heat, 1995)
- 사랑을 기다리며 (Waiting to Exhale, 1995)
- 앱솔루트 파워 (Absolute Power, 1997)
- 메이저 리그 3 (Major League: Back to the Minors, 1998)
- 13층 (The Thirteenth Floor, 1999)
- 랜덤 하트 (Random Hearts, 1999)
- 러브 앤드 바스켓볼 (Love & Basketball, 2000)
- 파 프롬 헤븐 (Far from Heaven, 2002)
- 자헤드 (Jarhead, 2005)
- 굿바이 만델라 (2007, 한국어 성우: 이인성)
- 쿵푸 팬더 2 (2011) - 오센 사부 역 (애니메이션)
- 디테일스 (2011)
- 코다크롬 (2017)
- 누드 리플레이 (Naked, 2017)
- 시크릿 옵세션 (Secret Obsession, 2019) - 프랭크 페이지 형사 역
- 기적의 소년 (Breakthrough, 2019)
- 플레잉 위드 파이어 (Playing with Fire, 2019)

### 텔레비전
- 24 (2001-06, 한국어 성우: 박일)
- 더 유닛 (2006-09)
- 언더커버 (2016, 한국어 성우: 이광수)
- 루시퍼 (2016-17)